# Stiftung Entwicklung und Frieden
Die Stiftung Entwicklung und Frieden (sef:) (englisch Development and Peace Foundation) ist eine rechtsfähige Stiftung des bürgerlichen Rechts mit Sitz in Bonn.
Die Stiftung ist Unterzeichnerin der Initiative Transparente Zivilgesellschaft.

## Gründungsgeschichte
Die Gründung im Jahr 1986 geht auf eine Initiative von Willy Brandt zurück. Als ehemaliger Vorsitzender der Nord-Süd-Kommission, die in ihrem Abschlussbericht 1980 die Vision für eine Partnerschaft zwischen Nord und Süd formuliert hatte, wünschte er sich in der Bundesrepublik ein unabhängiges Forum für Ideen und Informationen über globale Zusammenhänge und für die konstruktive Verbindung der Themenkreise Ost-West und Nord-Süd. Dem Gründerkreis der sef: gehörten an: Willy Brandt selbst, Johannes Rau, Kurt Biedenkopf, Ralf Dahrendorf, Friedhelm Farthmann, Uwe Holtz, Klaus Dieter Leister, Dieter Senghaas und Carola Stern.

## Zweck
Zweck ist die Förderung von Völkerverständigung, internationaler Zusammenarbeit und Entwicklung sowie des Bewusstseins um globale Zusammenhänge. Die drei Programmbereiche „Global Governance: Handlungsoptionen in einer multipolaren Welt“, „Nachhaltige Entwicklung: Mit der Agenda 2030 zum Systemwandel“ und „Krisen und Konflikte: Neue Herausforderungen auf staatlicher und gesellschaftlicher Ebene“ setzen den inhaltlichen Rahmen für die Projektarbeit.

## Träger
Getragen wird die sef: (mit einem Stiftungskapital von 6.697.923,64 € – entspricht dem Einrichtungskapital von 13,1 Mio. Deutsche Mark) von den vier Bundesländern Nordrhein-Westfalen (mit einem Anteil von 5.112.918,81 € / 10 Mio. DM am Stiftungsvermögen), Brandenburg (1.022.583,76 € / 2 Mio. DM), Berlin (511.291,88 € / 1 Mio. DM) und Sachsen (51.129,19 € / 0,1 Mio. DM).

## Gremien

### Vorstand
Der Vorstand vertritt die Stiftung, erarbeitet das jährliche Arbeitsprogramm und ist für die Verwaltung des Stiftungsvermögens verantwortlich. Im gehören an (Stand 2024):
- Oliver Krauß, Vorsitzender
- Martin Gorholt, stellvertretender Vorsitzender
- Ulrich Beyer (Ministerialdirigent a. D.), stellvertretender Vorsitzender
- Klaus Brückner (Ministerialrat a. D.), Schatzmeister
- Nora Müller (Körber Stiftung), Wissenschaftliches Mitglied
- Christof Hartmann (Institut für Entwicklung und Frieden (INEF)), Wissenschaftliches Mitglied

### Kuratorium
Das Kuratorium legt die Aufgabenschwerpunkte fest, bestellt und entlastet den Vorstand und überwacht dessen Arbeit, genehmigt die Wirtschaftsplanung und den Jahresabschluss der Stiftung. Dem Kuratorium gehören als Vorsitzender der Ministerpräsident des Landes Nordrhein-Westfalen, Hendrik Wüst MdL, die Ministerpräsidenten der drei anderen Träger-Bundesländer, Michael Kretschmer (Sachsen), Kai Wegner (Berlin) und Dietmar Woidke (Brandenburg) als stellvertretende Vorsitzende, sowie 30 weitere Mitglieder an (Stand 2024).

### Beirat
In konzeptionellen und wissenschaftlichen Fragen unterstützt der aus 15 Mitgliedern bestehende Beirat. Derzeitiger Vorsitzender (Stand 2024) ist Conrad Schetter, Direktor des Bonn International Centre for Conflict Studies (BICC).

## Veröffentlichungen
Eine regelmäßige Publikation ist das „Global Governance Spotlight“, das in konzentrierter Form ausgewählte internationale Verhandlungsprozesse aus einer Global-Governance-Perspektive untersucht.
Stiftung und Institut berichten alle sechs bis acht Wochen im gemeinsamen Newsletter „sef/INEF News“ über Neuigkeiten aus ihrer Arbeit.